# 藤岡町大田和
藤岡町大田和（ふじおかまちおおだわ）は、栃木県栃木市の大字。郵便番号は323-1107。 
　

## 地理
栃木市の南部、藤岡地域の西部に位置している。東は藤岡町太田・藤岡町甲、南は藤岡町都賀、西は佐野市西浦町・同市黒袴町、北は栃木市岩舟町下津原とそれぞれ接している。大田和の西側は、隣の佐野市と岩舟町下津原の境目上にある三毳山などの山が南北に連なっており、「みかも山公園」の一部となっている。

## 歴史
- 1889年（明治22年）4月1日 - 町村制施行により、下都賀郡の大田和村、甲村、都賀村、太田村が合併し下都賀郡三鴨村が成立、三鴨村大字大田和となる。
- 1955年（昭和30年）3月31日 - 三鴨村が、藤岡町（旧）、赤麻村、部屋村と合併し下都賀郡藤岡町（新）が成立、藤岡町大字大田和となる。
- 2010年（平成22年）3月29日 - 藤岡町が栃木市（旧）、大平町、都賀町と合併し栃木市（新）が成立。同時に地域自治区「藤岡町」が設置され、栃木市藤岡町大田和となる。

## 世帯数と人口
2017年（平成29年）8月31日現在の世帯数と人口は以下の通りである。
| 大字         | 世帯数  | 人口  |
| ------------ | ------- | ----- |
| 藤岡町大田和 | 103世帯 | 301人 |

## 道路
- 国道50号（佐野バイパス）
  - 道の駅みかも - 小山方面側にある道の駅
- 栃木県道168号静藤岡線
- 下都賀西部広域農道

## 小・中学校の学区
市立小・中学校に通う場合、学区は以下の通りとなる。
|      | 小学校             | 中学校                 |
| ---- | ------------------ | ---------------------- |
| 全域 | 栃木市立三鴨小学校 | 栃木市立藤岡第一中学校 |